# EPrix de Berlin 2024
GP précédent GP suivant
Le ePrix de Berlin 2024, disputé le 11 mai et 12 mai 2024, sur le Circuit de Berlin-Tempelhof, dans la banlieue de Berlin, en Allemagne, sont les 125e et 126e manches de l'histoire de la Formule E. Il s'agit de la 10e édition du ePrix de Berlin, le seul évènement à avoir figuré chaque saison dans le championnat, comptant pour le championnat de Formule E et des neuvième et dixième manches du championnat 2023-2024.
La première course a été remportée par Nick Cassidy pour Jaguar TCS Racing, avec Jean-Éric Vergne et Oliver Rowland respectivement aux deuxième et troisième places. La deuxième course a été remportée par António Félix da Costa pour l' équipe Porsche, avec Nick Cassidy et Oliver Rowland complétant le podium.

## Contexte
Pascal Wehrlein mène à Berlin avec 102 points et 7 points d'avance sur Nick Cassidy. Suivi par Jake Dennis , Oliver Rowland et Mitch Evans , tous à 25 points de retard sur Wehrlein.

### Changement de pilote
Plusieurs pilotes manqueraient l'E-Prix de Berlin en raison d'un conflit de calendrier avec les 6 Heures de Spa-Francorchamps du Championnat du Monde d'Endurance de la FIA . Les deux pilotes Envision Racing seraient remplacés par Joel Eriksson et Paul Aron. Nyck de Vries de Mahindra Racing serait remplacé par Jordan King. Le pilote de réserve d'ABT CUPRA, Kelvin van der Linde, remplacerait Nico Müller.
Le pilote de réserve McLaren, Taylor Barnard, continue de remplacer Sam Bird, qui se remet encore de sa blessure à la main subie lors de l'ePrix de Monaco.

## Essais libres

### Première séance, le vendredi de 17 h 00 à 18 h 30
| Pos. | Pilote                 | Voiture                          | Chrono         | Écart     |
| ---- | ---------------------- | -------------------------------- | -------------- | --------- |
| 1    | António Félix da Costa | TAG Heuer Porsche Formula E Team | 1 min 02 s 289 |           |
| 2    | Sergio Sette Camara    | ERT Formula E Team               | 1 min 02 s 417 | + 0 s 128 |
| 3    | Stoffel Vandoorne      | DS Penske                        | 1 min 02 s 477 | + 0 s 188 |
| 4    | Maximilian Günther     | Maserati MSG Racing              | 1 min 02 s 511 | + 0 s 222 |
| 5    | Jehan Daruvala         | Maserati MSG Racing              | 1 min 02 s 529 | + 0 s 240 |
| 6    | Nick Cassidy           | Jaguar TCS Racing                | 1 min 02 s 538 | + 0 s 249 |

### Deuxième séance, le samedi de 08 h 00 à 08 h 30
| Pos. | Pilote             | Voiture                          | Chrono         | Écart     |
| ---- | ------------------ | -------------------------------- | -------------- | --------- |
| 1    | Maximilian Günther | Maserati MSG Racing              | 1 min 02 s 177 |           |
| 2    | Lucas Di Grassi    | ABT CUPRA Formula E Team         | 1 min 02 s 189 | + 0 s 012 |
| 3    | Pascal Wehrlein    | TAG Heuer Porsche Formula E Team | 1 min 02 s 252 | + 0 s 075 |
| 4    | Edoardo Mortara    | Mahindra                         | 1 min 02 s 272 | + 0 s 095 |
| 5    | Jean-Éric Vergne   | DS Penske                        | 1 min 02 s 280 | + 0 s 103 |
| 6    | Nick Cassidy       | Jaguar TCS Racing                | 1 min 02 s 299 | + 0 s 122 |

## Séance de qualifications

### Groupes de qualifications
| Groupes  | Groupes | Groupes | Groupes | Groupes | Groupes | Groupes | Groupes | Groupes | Groupes | Groupes | Groupes |
| -------- | ------- | ------- | ------- | ------- | ------- | ------- | ------- | ------- | ------- | ------- | ------- |
| Groupe A | JEV     | VAN     | CAS     | EVA     | ROW     | DEV     | MUE     | FRI     | DIG     | NAT     | SET     |
| Groupe B | BUE     | GUE     | WEH     | FEN     | BIR     | DAR     | TIC     | DAC     | HUG     | DEN     | MOR     |

| Pos. | Pilote | Écurie | Chrono |
| ---- | ------ | ------ | ------ |
| 1    |        |        |        |
| 2    |        |        |        |
| 3    |        |        |        |
| 4    |        |        |        |
| 5    |        |        |        |
| 6    |        |        |        |
| 7    |        |        |        |
| 8    |        |        |        |
| 9    |        |        |        |
| 10   |        |        |        |
| 11   |        |        |        |

| Pos. | Pilote | Écurie | Chrono |
| ---- | ------ | ------ | ------ |
| 1    |        |        |        |
| 2    |        |        |        |
| 3    |        |        |        |
| 4    |        |        |        |
| 5    |        |        |        |
| 6    |        |        |        |
| 7    |        |        |        |
| 8    |        |        |        |
| 9    |        |        |        |
| 10   |        |        |        |
| 11   |        |        |        |

### Duels de qualifications
|  | Quart de finale | Quart de finale | Quart de finale |           |  | Demi-finale | Demi-finale | Demi-finale |  |  | Finale | Finale    | Finale |
|  |                 |                 |                 |           |  |             |             |             |  |  |        |           |        |
|  | A3              | {{}} [[]]       |                 |           |  |             |             |             |  |  |        |           |        |
|  | A2              | {{}} [[]]       |                 |           |  |             |             |             |  |  |        |           |        |
|  | A2              | {{}} [[]]       | {{}} [[]]       |           |  |             |             |             |  |  |        |           |        |
|  |                 |                 |                 |           |  |             |             |             |  |  |        |           |        |
|  |                 |                 | {{}} [[]]       |           |  |             |             |             |  |  |        |           |        |
|  | A4              | {{}} [[]]       |                 |           |  |             |             |             |  |  |        |           |        |
|  | A4              | {{}} [[]]       |                 |           |  |             |             |             |  |  |        |           |        |
|  | A1              | {{}} [[]]       |                 |           |  |             |             |             |  |  |        |           |        |
|  |                 |                 |                 |           |  |             |             |             |  |  |        | {{}} [[]] |        |
|  |                 |                 |                 | {{}} [[]] |  |             |             |             |  |  |        |           |        |
|  | B3              | {{}} [[]]       |                 |           |  |             |             |             |  |  |        |           |        |
|  | B2              | {{}} [[]]       |                 |           |  |             |             |             |  |  |        |           |        |
|  | B2              | {{}} [[]]       | {{}} [[]]       |           |  |             |             |             |  |  |        |           |        |
|  |                 |                 |                 |           |  |             |             |             |  |  |        |           |        |
|  |                 |                 | {{}} [[]]       |           |  |             |             |             |  |  |        |           |        |
|  | B4              | {{}} [[]]       |                 |           |  |             |             |             |  |  |        |           |        |
|  | B4              | {{}} [[]]       |                 |           |  |             |             |             |  |  |        |           |        |
|  | B1              | {{}} [[]]       |                 |           |  |             |             |             |  |  |        |           |        |

### Résultats des qualifications et grille de départ
| Pos. | Pilote | Écurie | Groupe de qualification | Qualifications Groupe | Qualifications Quart de finale | Qualifications Demi-finale | Qualifications Finale |
| ---- | ------ | ------ | ----------------------- | --------------------- | ------------------------------ | -------------------------- | --------------------- |
| 1    |        |        |                         |                       |                                |                            |                       |
| 2    |        |        |                         |                       |                                |                            |                       |
| 3    |        |        |                         |                       |                                |                            |                       |
| 4    |        |        |                         |                       |                                |                            |                       |
| 5    |        |        |                         |                       |                                |                            |                       |
| 6    |        |        |                         |                       |                                |                            |                       |
| 7    |        |        |                         |                       |                                |                            |                       |
| 8    |        |        |                         |                       |                                |                            |                       |
| 9    |        |        |                         |                       |                                |                            |                       |
| 10   |        |        |                         |                       |                                |                            |                       |
| 11   |        |        |                         |                       |                                |                            |                       |
| 12   |        |        |                         |                       |                                |                            |                       |
| 13   |        |        |                         |                       |                                |                            |                       |
| 14   |        |        |                         |                       |                                |                            |                       |
| 15   |        |        |                         |                       |                                |                            |                       |
| 16   |        |        |                         |                       |                                |                            |                       |
| 17   |        |        |                         |                       |                                |                            |                       |
| 18   |        |        |                         |                       |                                |                            |                       |
| 19   |        |        |                         |                       |                                |                            |                       |
| 20   |        |        |                         |                       |                                |                            |                       |
| 21   |        |        |                         |                       |                                |                            |                       |
| 22   |        |        |                         |                       |                                |                            |                       |

## Course

### Classement de la course
| Pos. | no | Pilote                 | Écurie                           | Tours | Temps/Abandon      | Grille | Points |
| ---- | -- | ---------------------- | -------------------------------- | ----- | ------------------ | ------ | ------ |
| 1    | 37 | Nick Cassidy           | Jaguar TCS Racing                | 46    | 1h 01 min 54 s 939 | 8      | 25 + 1 |
| 2    | 25 | Jean-Éric Vergne       | DS Penske                        | 46    | +4 s 651           | 3      | 18     |
| 3    | 22 | Oliver Rowland         | Nissan Formula E Team            | 46    | +4 s 915           | 15     | 15     |
| 4    | 9  | Mitch Evans            | Jaguar TCS Racing                | 46    | +5 s 340           | 10     | 12     |
| 5    | 94 | Pascal Wehrlein        | TAG Heuer Porsche Formula E Team | 46    | +5 s 631           | 6      | 10     |
| 6    | 13 | António Félix da Costa | TAG Heuer Porsche Formula E Team | 46    | +5 s 760           | 8      | 8      |
| 7    | 2  | Stoffel Vandoorne      | DS Penske                        | 46    | +6 s 363           | 2      | 6      |
| 8    | 48 | Edoardo Mortara        | Mahindra Racing                  | 46    | +7 s 221           | 1      | 4 + 3  |
| 9    | 23 | Sacha Fenestraz        | Nissan Formula E Team            | 46    | +9 s 592           | 16     | 2      |
| 10   | 8  | Taylor Barnard         | Neom McLaren Formula E Team      | 46    | +9 s 644           | 13     | 1      |
| 11   | 51 | Kelvin van der Linde   | ABT CUPRA Formula E Team         | 46    | +10 s 133          | 11     |        |
| 12   | 21 | Jordan King            | Mahindra Racing                  | 46    | +10 s 427          | 14     |        |
| 13   | 9  | Paul Aron              | Envision Racing                  | 46    | +11 s 598          | 19     |        |
| 14   | 33 | Dan Ticktum            | ERT Formula E Team               | 46    | +18 s 270          | 22     |        |
| 15   | 5  | Jake Hughes            | Neom McLaren Formula E Team      | 46    | +55 s 538          | 17     |        |
| 16   | 3  | Sérgio Sette Câmara    | ERT Formula E Team               | 45    | +1 Tour            | 4      |        |
| 17   | 18 | Jehan Daruvala         | Maserati MSG Racing              | 45    | +1 Tour            | 22     |        |
| 18   | 17 | Norman Nato            | Andretti Formula E               | 45    | +1 Tour            | 21     |        |
| DNF  | 1  | Jake Dennis            | Andretti Formula E               | 38    |                    | 20     |        |
| DNF  | 7  | Maximilian Günther     | Maserati MSG Racing              | 28    |                    | 5      |        |
| DNF  | 11 | Lucas di Grassi        | ABT CUPRA Formula E Team         | 20    |                    | 7      |        |
| DNF  | 4  | Joel Eriksson          | Envision Racing                  | 9     |                    | 18     |        |

## Seconde manche
GP précédent GP suivant

### Première séance, le dimanche de 08 h 00 à 08 h 30
| Pos. | Pilote             | Voiture                          | Chrono         | Écart     |
| ---- | ------------------ | -------------------------------- | -------------- | --------- |
| 1    | Pascal Wehrlein    | TAG Heuer Porsche Formula E Team | 1 min 01 s 922 |           |
| 2    | Nick Cassidy       | Jaguar TCS Racing                | 1 min 01 s 965 | + 0 s 043 |
| 3    | Stoffel Vandoorne  | DS Penske                        | 1 min 02 s 055 | + 0 s 133 |
| 4    | Jehan Daruvala     | Maserati MSG Racing              | 1 min 02 s 068 | + 0 s 146 |
| 5    | Maximilian Günther | Maserati MSG Racing              | 1 min 02 s 071 | + 0 s 149 |
| 6    | Mitch Evans        | Jaguar TCS Racing                | 1 min 02 s 081 | + 0 s 159 |

## Séance de qualifications

### Groupes de qualifications
| Groupes  | Groupes | Groupes | Groupes | Groupes | Groupes | Groupes | Groupes | Groupes | Groupes | Groupes | Groupes |
| -------- | ------- | ------- | ------- | ------- | ------- | ------- | ------- | ------- | ------- | ------- | ------- |
| Groupe A | JEV     | VAN     | CAS     | EVA     | ROW     | DEV     | MUE     | FRI     | DIG     | NAT     | SET     |
| Groupe B | BUE     | GUE     | WEH     | FEN     | BIR     | DAR     | TIC     | DAC     | HUG     | DEN     | MOR     |

| Pos. | Pilote | Écurie | Chrono |
| ---- | ------ | ------ | ------ |
| 1    |        |        |        |
| 2    |        |        |        |
| 3    |        |        |        |
| 4    |        |        |        |
| 5    |        |        |        |
| 6    |        |        |        |
| 7    |        |        |        |
| 8    |        |        |        |
| 9    |        |        |        |
| 10   |        |        |        |
| 11   |        |        |        |

| Pos. | Pilote | Écurie | Chrono |
| ---- | ------ | ------ | ------ |
| 1    |        |        |        |
| 2    |        |        |        |
| 3    |        |        |        |
| 4    |        |        |        |
| 5    |        |        |        |
| 6    |        |        |        |
| 7    |        |        |        |
| 8    |        |        |        |
| 9    |        |        |        |
| 10   |        |        |        |
| 11   |        |        |        |

### Duels de qualifications
|  | Quart de finale | Quart de finale | Quart de finale |           |  | Demi-finale | Demi-finale | Demi-finale |  |  | Finale | Finale    | Finale |
|  |                 |                 |                 |           |  |             |             |             |  |  |        |           |        |
|  | A3              | {{}} [[]]       |                 |           |  |             |             |             |  |  |        |           |        |
|  | A2              | {{}} [[]]       |                 |           |  |             |             |             |  |  |        |           |        |
|  | A2              | {{}} [[]]       | {{}} [[]]       |           |  |             |             |             |  |  |        |           |        |
|  |                 |                 |                 |           |  |             |             |             |  |  |        |           |        |
|  |                 |                 | {{}} [[]]       |           |  |             |             |             |  |  |        |           |        |
|  | A4              | {{}} [[]]       |                 |           |  |             |             |             |  |  |        |           |        |
|  | A4              | {{}} [[]]       |                 |           |  |             |             |             |  |  |        |           |        |
|  | A1              | {{}} [[]]       |                 |           |  |             |             |             |  |  |        |           |        |
|  |                 |                 |                 |           |  |             |             |             |  |  |        | {{}} [[]] |        |
|  |                 |                 |                 | {{}} [[]] |  |             |             |             |  |  |        |           |        |
|  | B3              | {{}} [[]]       |                 |           |  |             |             |             |  |  |        |           |        |
|  | B2              | {{}} [[]]       |                 |           |  |             |             |             |  |  |        |           |        |
|  | B2              | {{}} [[]]       | {{}} [[]]       |           |  |             |             |             |  |  |        |           |        |
|  |                 |                 |                 |           |  |             |             |             |  |  |        |           |        |
|  |                 |                 | {{}} [[]]       |           |  |             |             |             |  |  |        |           |        |
|  | B4              | {{}} [[]]       |                 |           |  |             |             |             |  |  |        |           |        |
|  | B4              | {{}} [[]]       |                 |           |  |             |             |             |  |  |        |           |        |
|  | B1              | {{}} [[]]       |                 |           |  |             |             |             |  |  |        |           |        |

### Résultats des qualifications et grille de départ
| Pos. | Pilote | Écurie | Groupe de qualification | Qualifications Groupe | Qualifications Quart de finale | Qualifications Demi-finale | Qualifications Finale |
| ---- | ------ | ------ | ----------------------- | --------------------- | ------------------------------ | -------------------------- | --------------------- |
| 1    |        |        |                         |                       |                                |                            |                       |
| 2    |        |        |                         |                       |                                |                            |                       |
| 3    |        |        |                         |                       |                                |                            |                       |
| 4    |        |        |                         |                       |                                |                            |                       |
| 5    |        |        |                         |                       |                                |                            |                       |
| 6    |        |        |                         |                       |                                |                            |                       |
| 7    |        |        |                         |                       |                                |                            |                       |
| 8    |        |        |                         |                       |                                |                            |                       |
| 9    |        |        |                         |                       |                                |                            |                       |
| 10   |        |        |                         |                       |                                |                            |                       |
| 11   |        |        |                         |                       |                                |                            |                       |
| 12   |        |        |                         |                       |                                |                            |                       |
| 13   |        |        |                         |                       |                                |                            |                       |
| 14   |        |        |                         |                       |                                |                            |                       |
| 15   |        |        |                         |                       |                                |                            |                       |
| 16   |        |        |                         |                       |                                |                            |                       |
| 17   |        |        |                         |                       |                                |                            |                       |
| 18   |        |        |                         |                       |                                |                            |                       |
| 19   |        |        |                         |                       |                                |                            |                       |
| 20   |        |        |                         |                       |                                |                            |                       |
| 21   |        |        |                         |                       |                                |                            |                       |
| 22   |        |        |                         |                       |                                |                            |                       |

## Course

### Classement de la course
| Pos. | no | Pilote                 | Écurie                           | Tours | Temps/Abandon   | Grille | Points |
| ---- | -- | ---------------------- | -------------------------------- | ----- | --------------- | ------ | ------ |
| 1    | 13 | António Félix da Costa | TAG Heuer Porsche Formula E Team | 41    | 47 min 55 s 043 | 10     | 25     |
| 2    | 37 | Nick Cassidy           | Jaguar TCS Racing                | 41    | +0 s 691        | 2      | 18 + 1 |
| 3    | 23 | Oliver Rowland         | Nissan Formula E Team            | 41    | +2 s 820        | 16     | 15     |
| 4    | 94 | Pascal Wehrlein        | TAG Heuer Porsche Formula E Team | 41    | +4 s 147        | 6      | 12     |
| 5    | 1  | Jake Dennis            | Andretti Formula E               | 41    | +4 s 548        | 1      | 10 + 3 |
| 6    | 9  | Mitch Evans            | Jaguar TCS Racing                | 41    | +4 s 953        | 4      | 8      |
| 7    | 18 | Jehan Daruvala         | Maserati MSG Racing              | 41    | +6 s 032        | 13     | 6      |
| 8    | 8  | Taylor Barnard         | Neom McLaren Formula E Team      | 41    | +6 s 698        | 18     | 4      |
| 9    | 4  | Joel Eriksson          | Envision Racing                  | 41    | +7 s 119        | 11     | 2      |
| 10   | 25 | Jean-Éric Vergne       | DS Penske                        | 41    | +7 s 357        | 9      | 1      |
| 11   | 11 | Lucas di Grassi        | ABT CUPRA Formula E Team         | 41    | +8 s 204        | 12     |        |
| 12   | 5  | Jake Hughes            | Neom McLaren Formula E Team      | 41    | +10 s 349       | 14     |        |
| 13   | 3  | Sérgio Sette Câmara    | ERT Formula E Team               | 41    | +10 s 403       | 15     |        |
| 14   | 16 | Paul Aron              | Envision Racing                  | 41    | +11 s 124       | 19     |        |
| 15   | 51 | Kelvin van der Linde   | ABT CUPRA Formula E Team         | 41    | +11 s 780       | 21     |        |
| 16   | 48 | Edoardo Mortara        | Mahindra Racing                  | 41    | +12 s 143       | 7      |        |
| 17   | 33 | Dan Ticktum            | ERT Formula E Team               | 41    | +12 s 642       | 22     |        |
| 18   | 21 | Jordan King            | Mahindra Racing                  | 41    | +16 s 494       | 20     |        |
| 19   | 17 | Norman Nato            | Andretti Formula E               | 41    | +20 s 851       | 3      |        |
| 20   | 2  | Stoffel Vandoorne      | DS Penske                        | 41    | +36 s 753       | 8      |        |
| DNF  | 23 | Sacha Fenestraz        | Nissan Formula E Team            | 24    |                 | 17     |        |
| DNF  | 7  | Maximilian Günther     | Maserati MSG Racing              | 10    |                 | 5      |        |

## Classements généraux à l'issue de la course
| Pos. | Pilote    | Écurie | Points |
| ---- | --------- | ------ | ------ |
| 1    | {{}} [[]] | [[]]   |        |
| 2    | {{}} [[]] | [[]]   |        |
| 3    | {{}} [[]] | [[]]   |        |
| 4    | {{}} [[]] | [[]]   |        |
| 5    | {{}} [[]] | [[]]   |        |
| 6    | {{}} [[]] | [[]]   |        |
| 7    | {{}} [[]] | [[]]   |        |
| 8    | {{}} [[]] | [[]]   |        |
| 9    | {{}} [[]] | [[]]   |        |
| 10   | {{}} [[]] | [[]]   |        |
| 11   | {{}} [[]] | [[]]   |        |
| 12   | {{}} [[]] | [[]]   |        |
| 13   | {{}} [[]] | [[]]   |        |
| 14   | {{}} [[]] | [[]]   |        |
| 15   | {{}} [[]] | [[]]   |        |
| 16   | {{}} [[]] | [[]]   |        |
| 17   | {{}} [[]] | [[]]   |        |

| Pos. | Écurie    | Points |
| ---- | --------- | ------ |
| 1    | {{}} [[]] |        |
| 2    | {{}} [[]] |        |
| 3    | {{}} [[]] |        |
| 4    | {{}} [[]] |        |
| 5    | {{}} [[]] |        |
| 6    | {{}} [[]] |        |
| 7    | {{}} [[]] |        |
| 8    | {{}} [[]] |        |
| 9    | {{}} [[]] |        |
| 10   | {{}} [[]] |        |

| Pos. | Écurie    | Points |
| ---- | --------- | ------ |
| 1    | {{}} [[]] |        |
| 2    | {{}} [[]] |        |
| 3    | {{}} [[]] |        |
| 4    | {{}} [[]] |        |
| 5    | {{}} [[]] |        |
| 6    | {{}} [[]] |        |